# Kraftwerk Palinpinon
Das Kraftwerk Palinpinon ist ein Geothermiekraftwerk in der Gemeinde Valencia, Provinz Negros Oriental, Philippinen. Die installierte Leistung beträgt derzeit (Stand August 2022) 172,5 MW. Das Kraftwerk besteht aus zwei Anlagen, die ca. 5 km voneinander entfernt liegen. Mit dem Bau von Palinpinon I wurde 1981 begonnen. Palinpinon I ging 1983 und Palinpinon II 1993 in Betrieb.

## Palinpinon I
Das Kraftwerk besteht aus drei Maschinen mit einer Gesamtleistung von 112,5 MW. Die folgende Tabelle gibt einen Überblick:
| Maschine | Max. Leistung (MW) | Betriebsbeginn | Turbine | Generator | Status     |
| -------- | ------------------ | -------------- | ------- | --------- | ---------- |
| 1        | 37,5               | Mai 1983       | Fuji    | Fuji      | in Betrieb |
| 2        | 37,5               | Juli 1983      | Fuji    | Fuji      | in Betrieb |
| 3        | 37,5               | August 1983    | Fuji    | Fuji      | in Betrieb |

## Palinpinon II
Das Kraftwerk besteht aus vier Maschinen mit einer Gesamtleistung von 80 MW. Die folgende Tabelle gibt einen Überblick:
| Maschine | Max. Leistung (MW) | Betriebsbeginn | Turbine | Generator | Status | Bezeichnung         |
| -------- | ------------------ | -------------- | ------- | --------- | ------ | ------------------- |
| 1        | 20                 | 1993           | Fuji    | Fuji      |        | Nasuji              |
| 2        | 20                 | 1994           | Fuji    | Fuji      |        | Okoy 5 / Balasbalas |
| 3        | 20                 | 1995           | Fuji    | Fuji      |        | Sogongon 1          |
| 4        | 20                 | 1995           | Fuji    | Fuji      |        | Sogongon 2          |

Die Leistung von Palinpinon II liegt derzeit (Stand August 2022) bei 60 MW.

## Eigentümer
Das Kraftwerk wurde 2009 von der staatlichen Power Sector Assets and Liabilities Management Corp. an Green Core Geothermal Inc. (GCGI), einer Tochter der EDC verkauft. Es ist derzeit (Stand August 2022) im Besitz der GCGI und wird auch von GCGI betrieben.

## Sonstiges
Green Core Geothermal gab 2009 ein Gebot von insgesamt 220 Mio. USD für die beiden Geothermiekraftwerke Palinpinon und Tongonan ab.